# Copa del Món de Futbol de 1950 - Grup 3
El Grup 3 de la Copa del Món de Futbol 1950, disputada al Brasil, estava compost per quatre equips, que s'havien d'enfrontar entre ells amb un total de 6 partits. Però, després del sorteig, Índia renuncià a participar en el campionat. Per tant, van quedar tres equips, que van jugar 3 partits. Quan acabaren aquests partits, l'equip amb més punts es classificà per a la fase final.

## Integrants
El grup 3 estava integrat per les seleccions següents:
| Suècia | Itàlia | Paraguai | Índia |
| ------ | ------ | -------- | ----- |

## Classificació
| Pos | Equip    | PJ | PG | PE | PP | GF | GC | DG | Pts | Classificació            |
| --- | -------- | -- | -- | -- | -- | -- | -- | -- | --- | ------------------------ |
| 1   | Suècia   | 2  | 1  | 1  | 0  | 5  | 4  | +1 | 3   | Avança a la segona fase  |
| 2   | Itàlia   | 2  | 1  | 0  | 1  | 4  | 3  | +1 | 2   |                          |
| 3   | Paraguai | 2  | 0  | 1  | 1  | 2  | 4  | −2 | 1   |                          |
| 4   | Índia    | 0  | 0  | 0  | 0  | 0  | 0  | 0  | 0   | Renuncià a participar-hi |

## Partits

### Suècia vs Itàlia
| Suècia                           | 3–2     | Itàlia                          |
| -------------------------------- | ------- | ------------------------------- |
| Jeppson 25', 68' · Andersson 33' | Informe | Carapellese 7' · Muccinelli 75' |

### Suècia vs Paraguai
| Suècia                     | 2–2     | Paraguai                     |
| -------------------------- | ------- | ---------------------------- |
| Sundqvist 17' · Palmér 26' | Informe | López 35' · López Fretes 74' |

### Itàlia vs Paraguai
| Itàlia                           | 2–0     | Paraguai |
| -------------------------------- | ------- | -------- |
| Carapellese 12' · Pandolfini 62' | Informe |          |